# Matthias Dießl

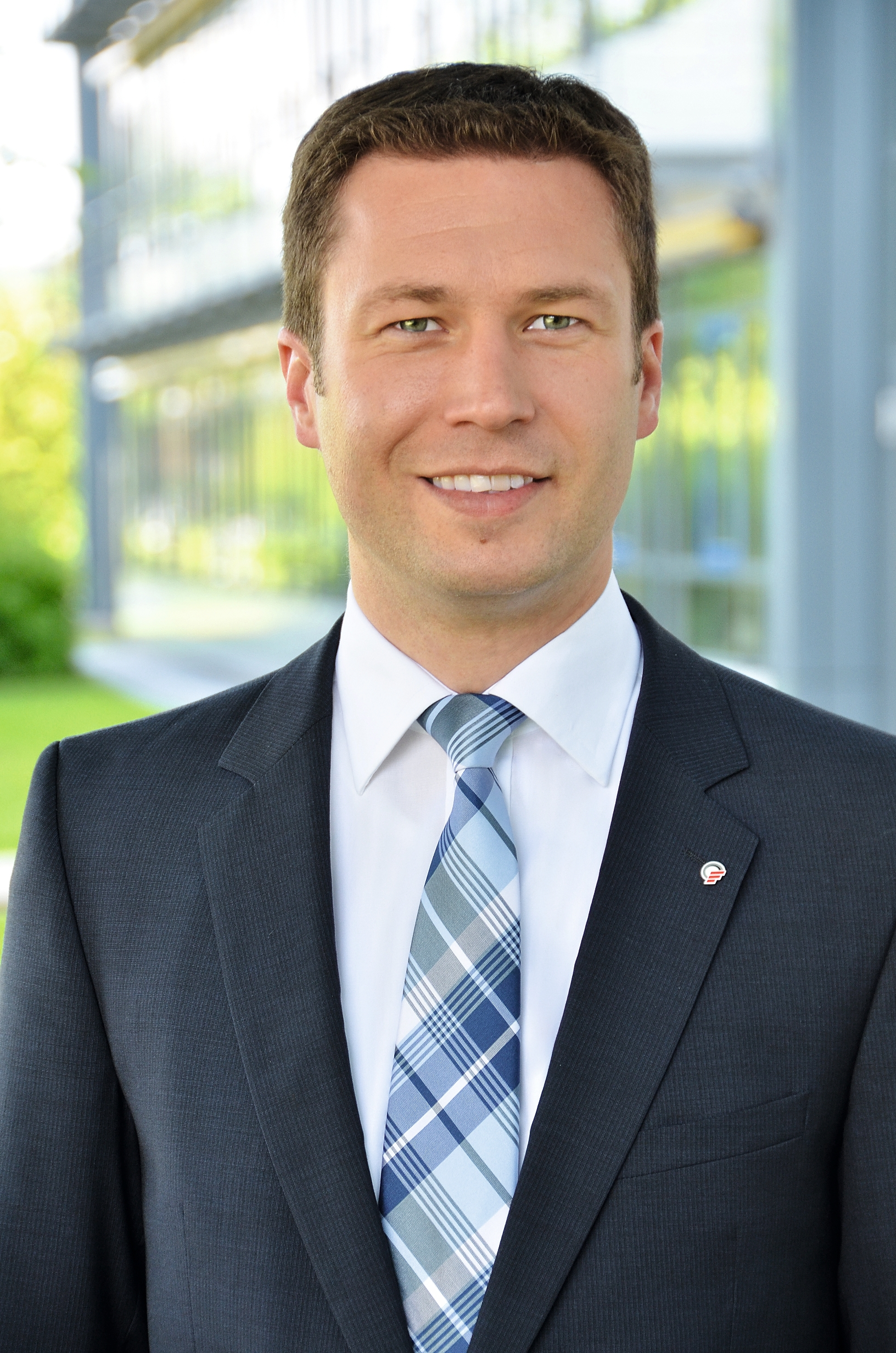
Matthias Dießl, 2013

Matthias Dießl (* 6. Dezember 1975 in Fürth) ist ein deutscher Kommunalpolitiker (CSU). Seit 1. Januar 2024 ist er Präsident des Bayerischen Sparkassenverbandes, zuvor war er von 2008 bis 2023 Landrat des mittelfränkischen Landkreises Fürth.

## Werdegang
Nach seinem Abitur 1995 am Wolfgang-Borchert-Gymnasium in Langenzenn ließ Dießl sich zwischen 1996 und 1998 bei der Stadtsparkasse Fürth zum Bankkaufmann ausbilden. Die folgenden beiden Jahre war er in der Fürther Geschäftsstelle der Bank als Kundenberater und Assistent des Geschäftsstellenleiters tätig. Im Herbst 2000 wechselte er in die Abteilung für Firmenkredite und war ab Juli 2002 Berater für Existenz- und Unternehmensgründungen. Berufsbegleitend absolvierte er zwischen 1998 und 2004 an der Fernuniversität Hagen ein Studium der Betriebswirtschaftslehre, das er als Diplom-Kaufmann abschloss.

### Kommunalpolitik
Seine politische Laufbahn begann Dießl bei der Jungen Union in Seukendorf, als deren Ortsvorsitzender er von 1997 bis 2000 fungierte. Danach wechselte er an die Spitze des Seukendorfer Ortsverbandes der CSU. Nach der Kommunalwahl im Frühjahr 2002 wurde er zum 3. Bürgermeister seines Heimatortes gewählt und übernahm im Kreistag des Landkreises Fürth ein erstes politisches Mandat. 2005 wählte ihn der CSU-Kreisverband Fürth-Land zu seinem Vorsitzenden und 2007 übernahm er den Vorsitz der CSU-Kreistagsfraktion.
Nach Gabriele Paulis Ankündigung im März 2006, nicht wieder als Landratskandidatin zur Verfügung zu stehen, wurde Dießl von der CSU nominiert. Bei der Kommunalwahl am 2. März 2008 setzte er sich mit 50,31 % der Stimmen im ersten Wahlgang gegen seine Herausforderer durch.
Bei der Kommunalwahl am 16. März 2014 wurde er mit 68,23 % der Stimmen im Amt bestätigt.

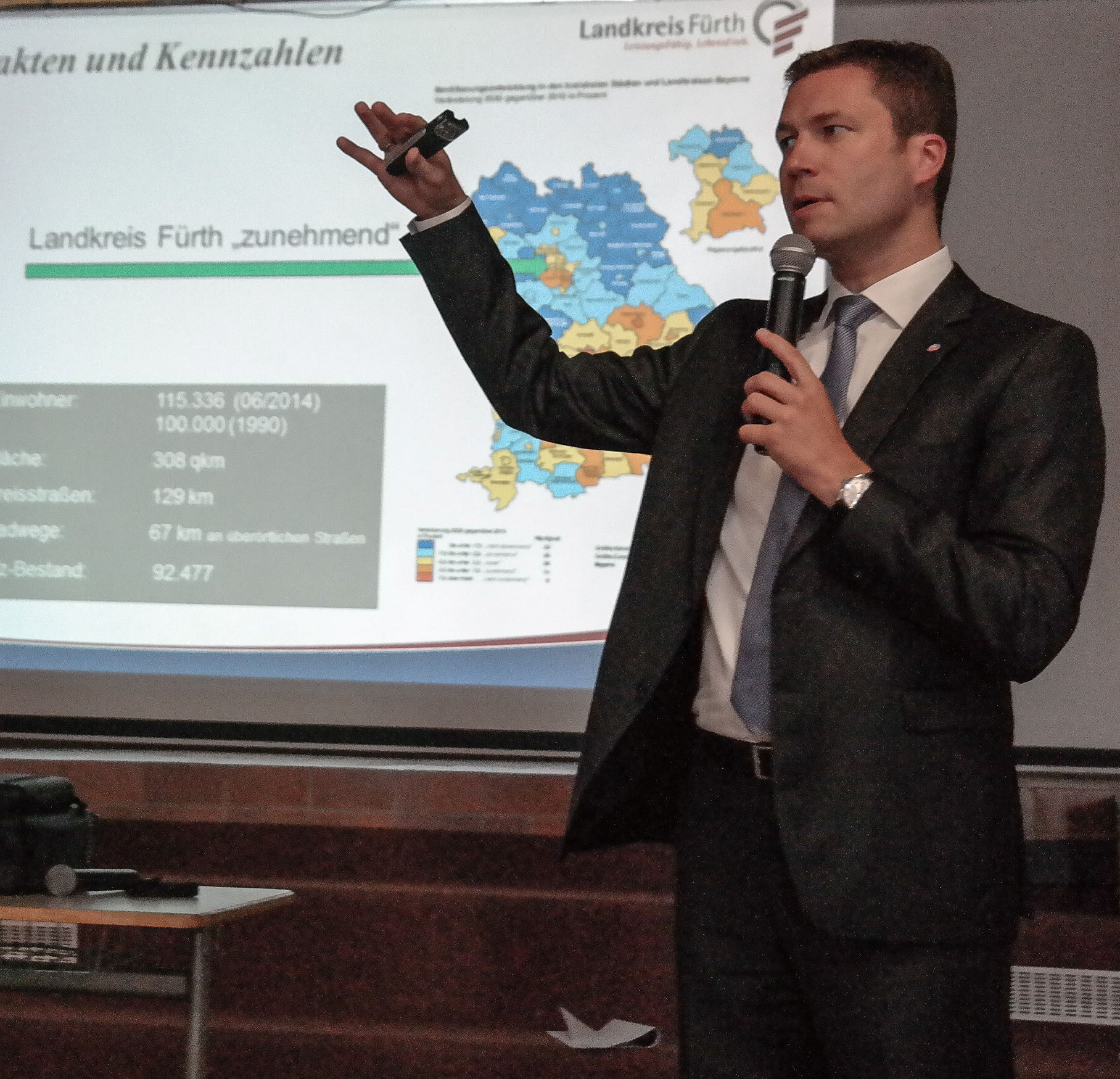
Matthias Dießl, 2015

Als Landrat übernahm Dießl weitere Ämter, so war er seit 2012 politischer Sprecher des Forum Tourismus der Europäischen Metropolregion Nürnberg und – ebenfalls seit 2012 – 2. Vorsitzender des Kommunalen Arbeitgeberverbandes Bayern e. V. Ferner war Dießl Präsidiumsmitglied im Bayerischen Landkreistag, Mitglied im Ausschuss für Finanz- und Sparkassenfragen und im Ausschuss für Recht und Bildung und seit 2014 außerdem 1. Vorsitzender des Bezirksverbandes Mittelfranken.
2015 wurde er in den Verwaltungsrat der LBS Bayern berufen, ab März 2016 war er 1. Vorsitzender der Arbeitsgemeinschaft fahrradfreundliche Kommunen in Bayern e. V. 2020 wurde er schließlich zum stellvertretenden Verbandsvorsitzenden des bayerischen Sparkassenverbands gewählt, dessen Vorsitz er dann zum 1. Januar 2024 antrat.
Als 1. Vorsitzender führt er seit 2008 den Verein 1-2-3 e. V. – ein Netzwerk für die Prävention im Landkreis Fürth.
Seit 2009 ist er 1. Vorsitzender des Kreisverbandes Fürth für Gartenbau- und Landespflege.
Seine Amtszeit als Landrat des Landkreises Fürth endete mit Ablauf des Jahres 2023. Zu seinem Nachfolger wurde sein bisheriger Stellvertreter Bernd Obst gewählt.

### Sparkassenverband
Am 5. Juli 2023 wurde Matthias Dießl zum Nachfolger von Ulrich Reuter als Präsident des Bayerischen Sparkassenverbandes gewählt. Dieses Amt trat er zum 1. Januar 2024 an.

### Privates
Dießl ist verheiratet, aus der Ehe stammen zwei Kinder.